# Chriodorus atherinoides
Chriodorus atherinoides is een straalvinnige vissensoort uit de familie van halfsnavelbekken (Hemiramphidae). De wetenschappelijke naam van de soort is voor het eerst geldig gepubliceerd in 1882 door Goode & Bean.